# マリア・ミース
マリア・ミース（Maria Mies、1931年2月6日 - 2023年5月15日）は、ドイツのケルン応用科学大学の社会学教授。
『国際分業と女性』『世界システムと女性』などの本を執筆。

## 略歴
1931年、ドイツ、プロイセン自由州生まれ。
1963年から1968年まで、インドのゲーテインスティテュートで講師として勤務し、実地調査を行った。
1969年に帰国し、ドイツ・フェミニズムの代表的な担い手の一人となる。
1973年、『インド女性と家父長制』を発表。「教育を受けたインド女性たちの役割葛藤」をテーマに博士号を取得するためケルン大学に所属し、同じゼミナールでクラウディア・フォン・ヴェールホフと出会った。
1976年、ヴェールホフとともに暴力を受けた女性のための「女性の家」を設立、その後も女性学関連の雑誌を創刊するなど、様々な女性運動を組織した。
1979年から1981年まで、オランダのハーグにある社会科学大学院大学（ISS：Institute of Social Studies）で「女性と開発」プログラムを主宰。フェミニズム、環境保護、開発学についての本や多くの記事を執筆、方法論と経済学に対するオルタナティブなアプローチの発展に大きな関心を持っている。
1986年にサブシステンス・パースペクティブについて論じた『国際分業と女性　進行する主婦化』を出版。
1983年にクラウディア・フォン・ヴェールホフ、ヴェロニカ・ベンホルト-トムゼンと共著で『世界システムと女性』（ドイツ語版）を出版、1988年にその英語版がを出版。
1993年に教授職からは退いたが、女性運動や社会運動の活動を続けている。Attacの女性ネットワークであるfeministAttacのメンバーである。ヴェロニカ・ベンホルト-トムゼンと、投資に関する多国間協定についての本も出版している。
環境社会学者のショラル・ショルカルと結婚している。
2023年5月15日に死去した。

## 著書
- Indian Women and Patriarchy: Conflicts and Dilemmas of Students and Working Women. New Delhi: Concept (1980). ISBN 978-0391021266.
- Lace Makers of Narsapur: Indian Housewives Produce for the World Market. London: Zed Books (1982). ISBN 0-86232-032-1.
- with Vandana Shiva. Ecofeminism. London: Zed Books (1993). ISBN 1-85649-156-0.
- with Sinith Sittirak. The Daughters of Development: Women in a Changing Environment. London: Zed Books (1998). ISBN 1-85649-588-4.
- Patriarchy and Accumulation On A World Scale: Women in the International Division of Labour. London: Zed Books (1999). ISBN 1-85649-735-6.（初版：London:Zed Books（1986））
  - 『国際分業と女性　進行する主婦化』、奥田暁子訳、日本経済評論社，1997, ISBN 978-4818809543
- with Veronika Bennholdt-Thomsen and Claudia von Welhof. Women: The Last Colony. London: Zed Books (1988)
  - 『世界システムと女性』(ヴェロニカ・ベンホルト-トムゼン、クラウディア・フォン・ヴェールホフとの共著)、古田睦美、善本裕子訳、藤原書店, 1995, ISBN 978-4894340107
- with Veronika Bennholdt-Thomsen. The Subsistence Perspective: Beyond the Globalised Economy. London: Zed Books (2000). ISBN 1-85649-776-3.
- The Village and the World: My Life, Our Times. North Melbourne: Spinifex Press (2011). ISBN 1-876756-82-9.